# 雄武町

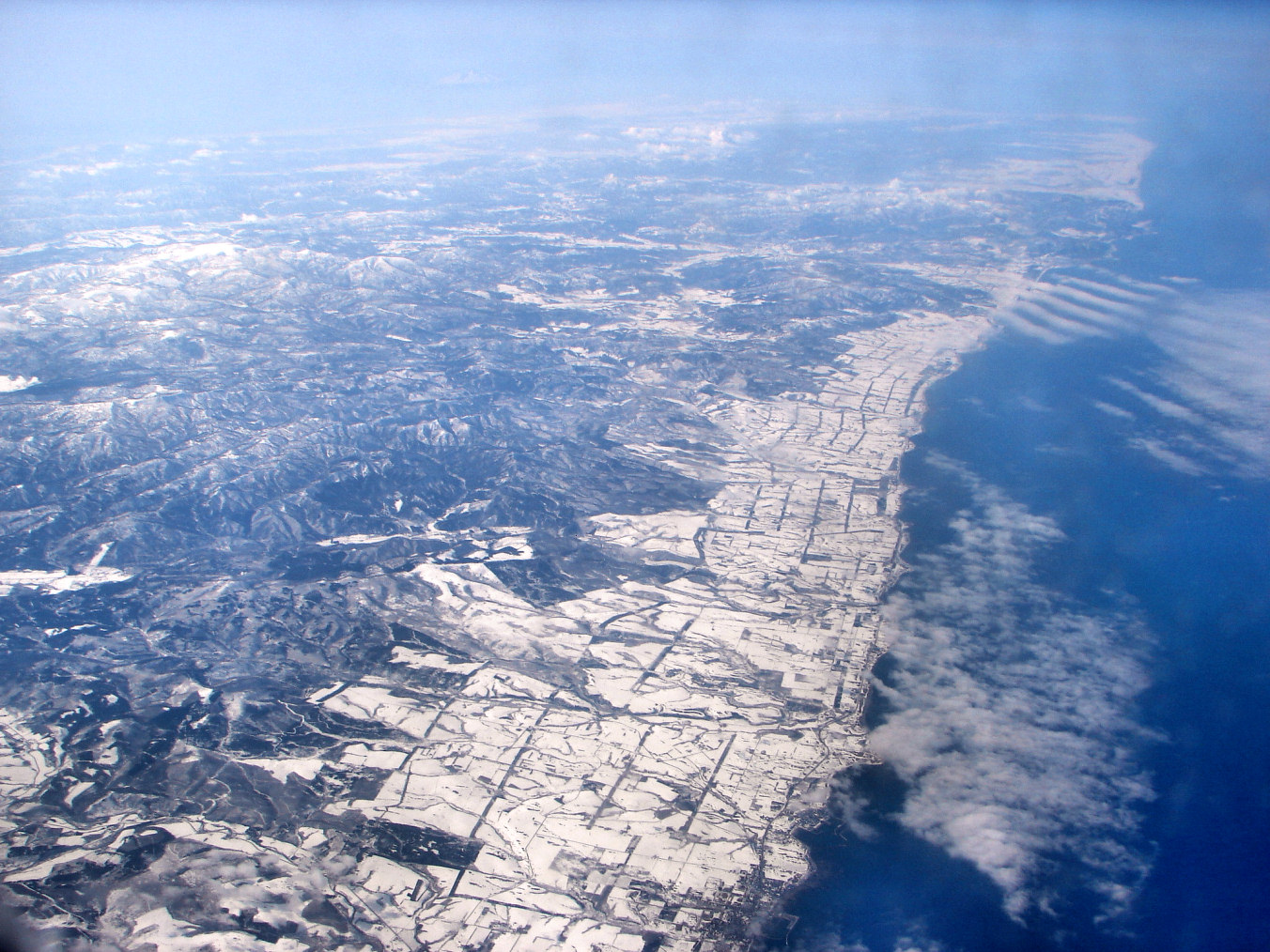
雄武から枝幸にかけて（手前が雄武）

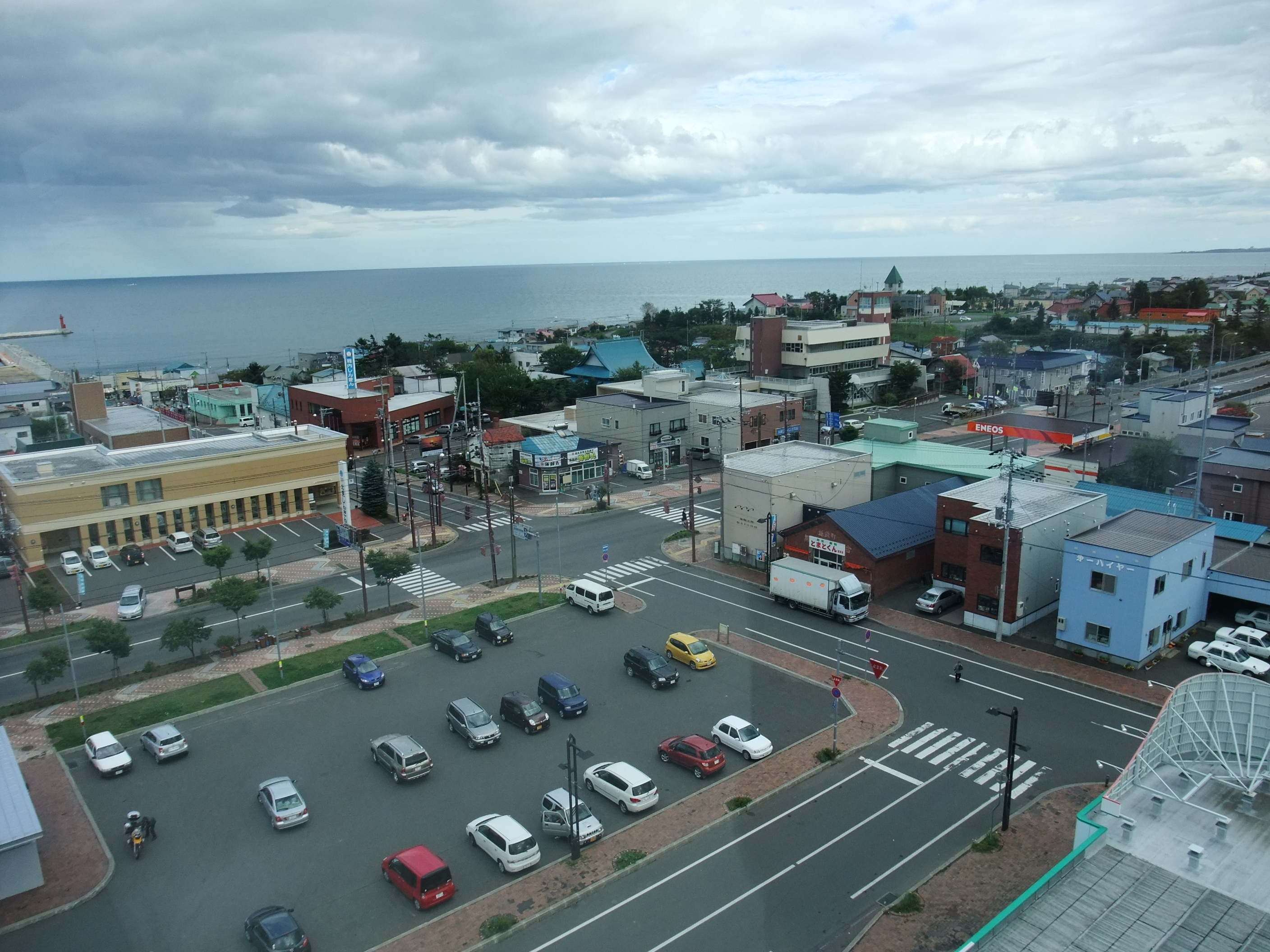
雄武市街

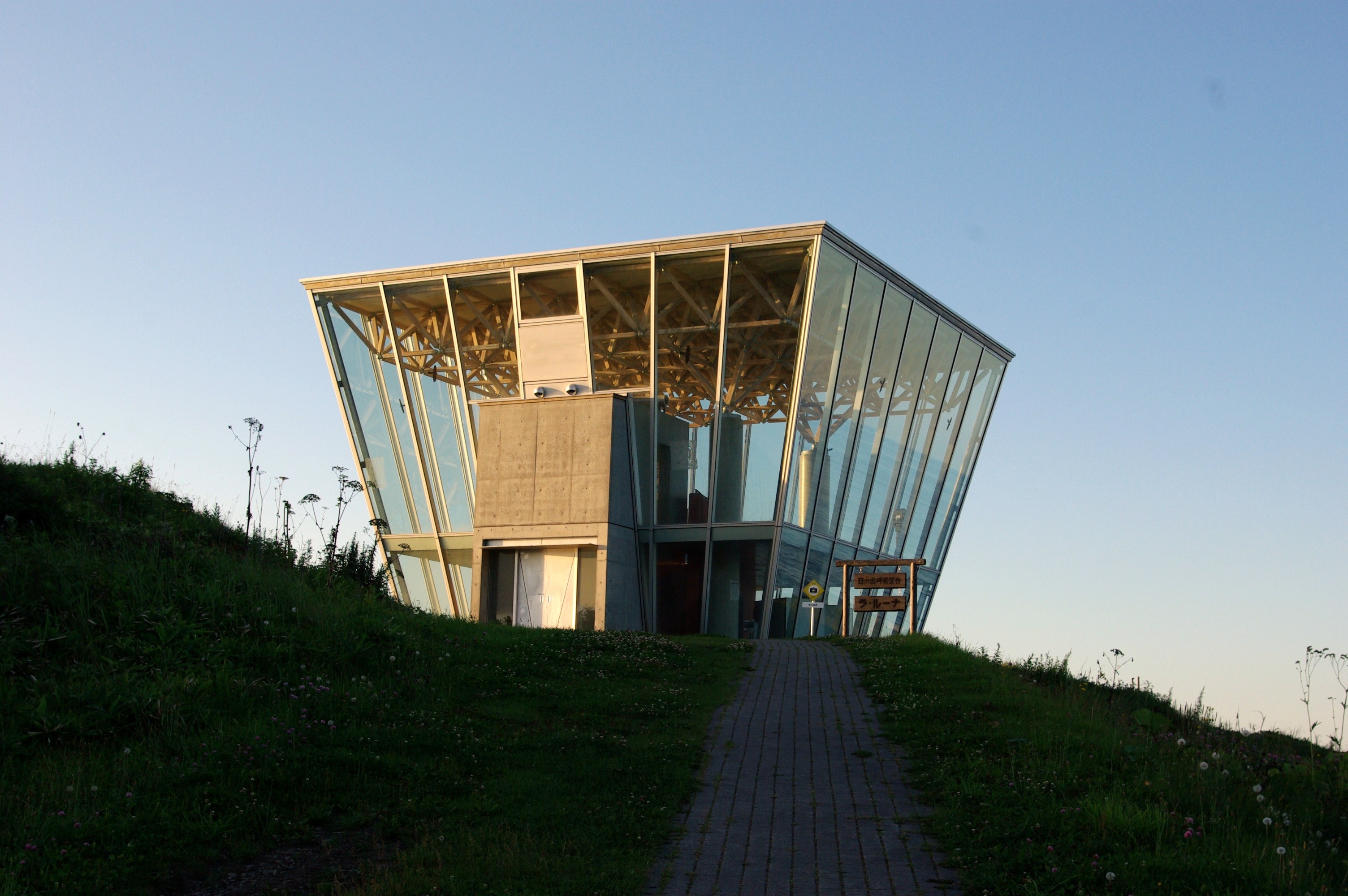
日の出岬展望台

雄武町（おうむちょう）は、北海道オホーツク総合振興局管内の北部に位置する町。

## 概要
アイヌ語の「オムイ」（川尻・塞がる・所）、あるいは単に「オム」（川尻・塞がる）に町名の由来であるとされている。雄武川の河口が、風や潮流に運ばれた砂で塞がれることから付けられた地名との説もある。

## 地理
オホーツク海に面する町。オホーツク総合振興局最北に位置し、上川総合振興局・宗谷総合振興局と接する。
- 山: ピヤシリ山(987m)、毛鐘尻山(916m)、シアッシリ山(903m)、当沸岳(742m)
- 川: 雄武川、幌内川

## 気候
ケッペンの気候区分によると、雄武町は湿潤大陸性気候に属する。寒暖の差が大きく気温の年較差、日較差が大きい顕著な大陸性気候である。降雪量が多く、周辺の自治体と同様に特別豪雪地帯に指定されている。山岳地帯に囲まれる内陸部（道央等）に比べて、オホーツク海沿岸は降雪量が少なく、日によっては寒暖差はあるものの、平均気温は緩やかである。
- 最高気温極値 - 35.3℃（2023年（令和5年）8月17日）[5]、
- 最低気温極値 - -27.5℃（1978年（昭和53年）2月18日）[5]
- 最大日降水量 - 144.0ミリ（2015年（平成27年）10月8日）[5]
- 最大瞬間風速 - 51.5メートル（2004年（平成16年）9月8日）[5]

| 雄武町雄武（雄武特別地域気象観測所、標高14m）の気候     | 雄武町雄武（雄武特別地域気象観測所、標高14m）の気候 | 雄武町雄武（雄武特別地域気象観測所、標高14m）の気候 | 雄武町雄武（雄武特別地域気象観測所、標高14m）の気候 | 雄武町雄武（雄武特別地域気象観測所、標高14m）の気候 | 雄武町雄武（雄武特別地域気象観測所、標高14m）の気候 | 雄武町雄武（雄武特別地域気象観測所、標高14m）の気候 | 雄武町雄武（雄武特別地域気象観測所、標高14m）の気候 | 雄武町雄武（雄武特別地域気象観測所、標高14m）の気候 | 雄武町雄武（雄武特別地域気象観測所、標高14m）の気候 | 雄武町雄武（雄武特別地域気象観測所、標高14m）の気候 | 雄武町雄武（雄武特別地域気象観測所、標高14m）の気候 | 雄武町雄武（雄武特別地域気象観測所、標高14m）の気候 | 雄武町雄武（雄武特別地域気象観測所、標高14m）の気候 |
| 月                                                      | 1月                                                 | 2月                                                 | 3月                                                 | 4月                                                 | 5月                                                 | 6月                                                 | 7月                                                 | 8月                                                 | 9月                                                 | 10月                                                | 11月                                                | 12月                                                | 年                                                  |
| ------------------------------------------------------- | --------------------------------------------------- | --------------------------------------------------- | --------------------------------------------------- | --------------------------------------------------- | --------------------------------------------------- | --------------------------------------------------- | --------------------------------------------------- | --------------------------------------------------- | --------------------------------------------------- | --------------------------------------------------- | --------------------------------------------------- | --------------------------------------------------- | --------------------------------------------------- |
| 最高気温記録 °C （°F）                                  | 8.4 (47.1)                                          | 15.1 (59.2)                                         | 17.3 (63.1)                                         | 28.1 (82.6)                                         | 33.4 (92.1)                                         | 35.1 (95.2)                                         | 35.2 (95.4)                                         | 35.3 (95.5)                                         | 32.3 (90.1)                                         | 28.3 (82.9)                                         | 21.5 (70.7)                                         | 15.3 (59.5)                                         | 35.3 (95.5)                                         |
| 平均最高気温 °C （°F）                                  | −2.5 (27.5)                                         | −2.1 (28.2)                                         | 2.1 (35.8)                                          | 8.6 (47.5)                                          | 13.8 (56.8)                                         | 16.2 (61.2)                                         | 20.1 (68.2)                                         | 22.5 (72.5)                                         | 20.5 (68.9)                                         | 14.6 (58.3)                                         | 6.7 (44.1)                                          | 0.0 (32)                                            | 10.0 (50)                                           |
| 日平均気温 °C （°F）                                    | −5.9 (21.4)                                         | −6.1 (21)                                           | −1.7 (28.9)                                         | 4.1 (39.4)                                          | 9.0 (48.2)                                          | 12.3 (54.1)                                         | 16.5 (61.7)                                         | 18.8 (65.8)                                         | 16.0 (60.8)                                         | 9.8 (49.6)                                          | 2.9 (37.2)                                          | −3.3 (26.1)                                         | 6.0 (42.8)                                          |
| 平均最低気温 °C （°F）                                  | −10.9 (12.4)                                        | −11.7 (10.9)                                        | −6.4 (20.5)                                         | −0.7 (30.7)                                         | 4.0 (39.2)                                          | 8.4 (47.1)                                          | 13.2 (55.8)                                         | 15.2 (59.4)                                         | 11.2 (52.2)                                         | 4.6 (40.3)                                          | −1.4 (29.5)                                         | −7.7 (18.1)                                         | 1.5 (34.7)                                          |
| 最低気温記録 °C （°F）                                  | −26.0 (−14.8)                                       | −27.5 (−17.5)                                       | −24.8 (−12.6)                                       | −13.4 (7.9)                                         | −6.2 (20.8)                                         | −1.9 (28.6)                                         | 1.5 (34.7)                                          | 4.8 (40.6)                                          | −0.8 (30.6)                                         | −5.6 (21.9)                                         | −15.1 (4.8)                                         | −20.6 (−5.1)                                        | −27.5 (−17.5)                                       |
| 降水量 mm （inch）                                      | 43.3 (1.705)                                        | 36.0 (1.417)                                        | 39.0 (1.535)                                        | 44.6 (1.756)                                        | 61.1 (2.406)                                        | 74.8 (2.945)                                        | 115.1 (4.531)                                       | 133.8 (5.268)                                       | 137.2 (5.402)                                       | 92.3 (3.634)                                        | 77.4 (3.047)                                        | 62.1 (2.445)                                        | 916.5 (36.083)                                      |
| 降雪量 cm （inch）                                      | 84 (33.1)                                           | 71 (28)                                             | 59 (23.2)                                           | 17 (6.7)                                            | 2 (0.8)                                             | 0 (0)                                               | 0 (0)                                               | 0 (0)                                               | 0 (0)                                               | 1 (0.4)                                             | 31 (12.2)                                           | 83 (32.7)                                           | 343 (135)                                           |
| 平均降水日数 （≥0.5 mm）                                | 17.0                                                | 15.2                                                | 14.2                                                | 11.0                                                | 10.4                                                | 11.1                                                | 11.8                                                | 12.1                                                | 12.7                                                | 14.0                                                | 16.9                                                | 17.2                                                | 163.7                                               |
| 平均降雪日数                                            | 29.0                                                | 25.9                                                | 24.5                                                | 12.6                                                | 1.9                                                 | 0.0                                                 | 0.0                                                 | 0.0                                                 | 0.0                                                 | 2.4                                                 | 16.4                                                | 28.4                                                | 140.7                                               |
| % 湿度                                                  | 77                                                  | 76                                                  | 73                                                  | 71                                                  | 77                                                  | 86                                                  | 88                                                  | 85                                                  | 80                                                  | 75                                                  | 76                                                  | 77                                                  | 78                                                  |
| 平均月間日照時間                                        | 94.4                                                | 115.5                                               | 159.4                                               | 177.7                                               | 176.0                                               | 145.7                                               | 132.5                                               | 138.9                                               | 159.9                                               | 150.6                                               | 97.9                                                | 89.9                                                | 1,638.3                                             |
| 出典：気象庁 (平均値：1991年-2020年、極値：1942年-現在) |                                                     |                                                     |                                                     |                                                     |                                                     |                                                     |                                                     |                                                     |                                                     |                                                     |                                                     |                                                     |                                                     |

## 歴史
- 縄文時代以降栄える。常呂などと交易があった。
- 江戸時代は松前藩のソウヤ場所であった。
- 1872年（明治5年） - 雄武村の設置。
- 1915年（大正4年） - 紋別郡雄武村、幌内村、沢木村が合併、二級町村制、紋別郡雄武村
- 1941年（昭和16年）5月16日 - 幌内地区で山火事発生。約59.5キロ平方メートルが焼失[8]。
- 1948年（昭和23年） - 町制施行、雄武町となる。
- 1954年（昭和29年）5月23日 - 77戸を焼失する大火。死者1人。
- 1972年（昭和47年）5月25日 - 幸町の商店から出火。強風にあおられて延焼、47棟焼失[9]。
- 1991年（平成3年） - 宮の森公園に パークゴルフ場が開設される。
- 1998年（平成10年） - オホーツクオムイ温泉、ホテル日の出岬が開業。

## 経済
基幹産業は漁業、酪農、畜産、林業。雄武町沿岸ではサケ、ホタテ、カニなどが獲れる。

### 立地企業
- 株式会社雄武フーズ

### 農協・漁協
- 北オホーツク農業協同組合（JA北オホーツク）
  - 雄武支所
- 雄武漁業協同組合
- 北海道農業共済組合（NOSAI北海道）
  - 雄武家畜診療所

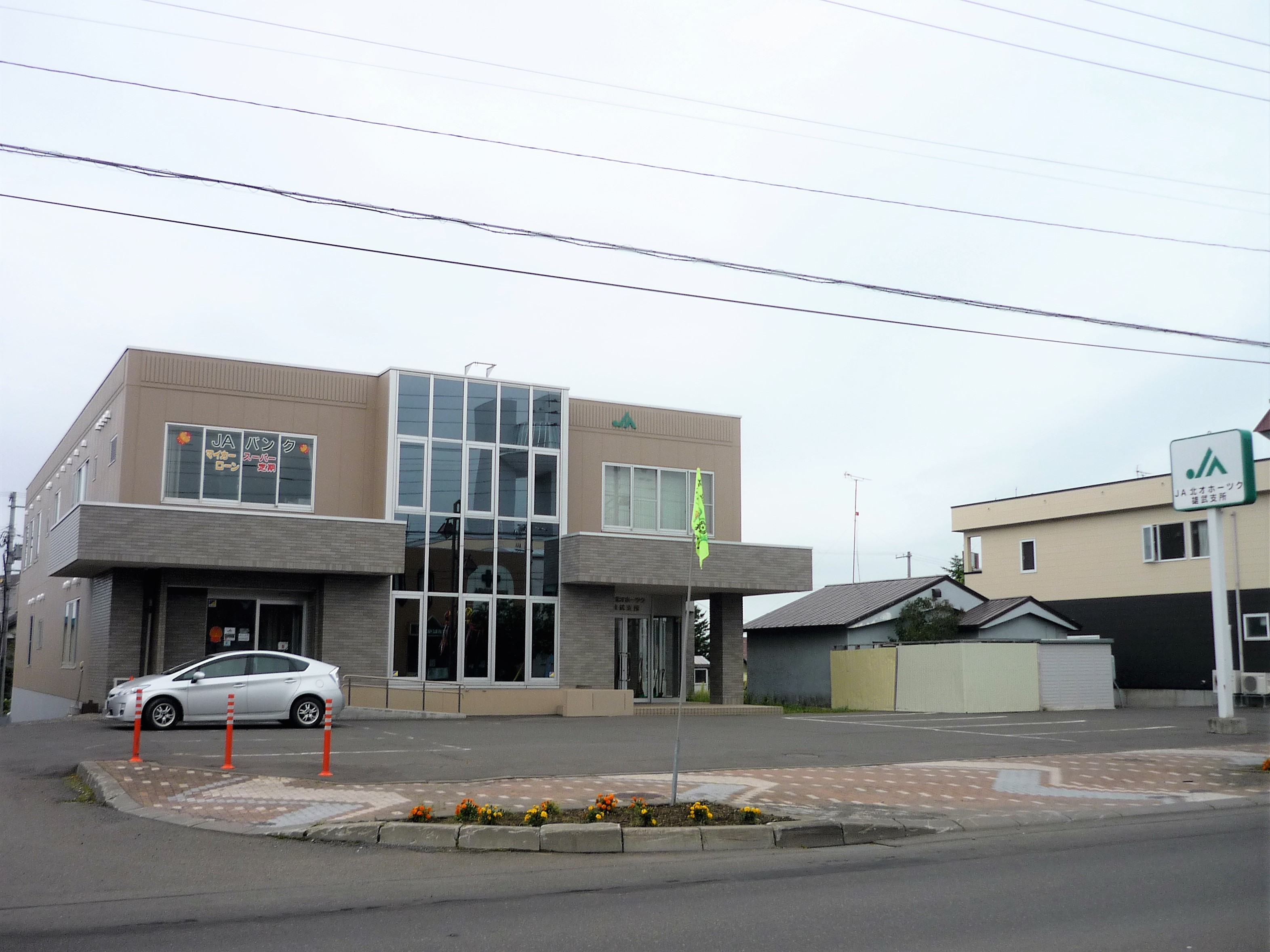
JA北オホーツク雄武支所

### 金融機関
- 北見信用金庫 - 雄武支店
- 稚内信用金庫 - 雄武支店

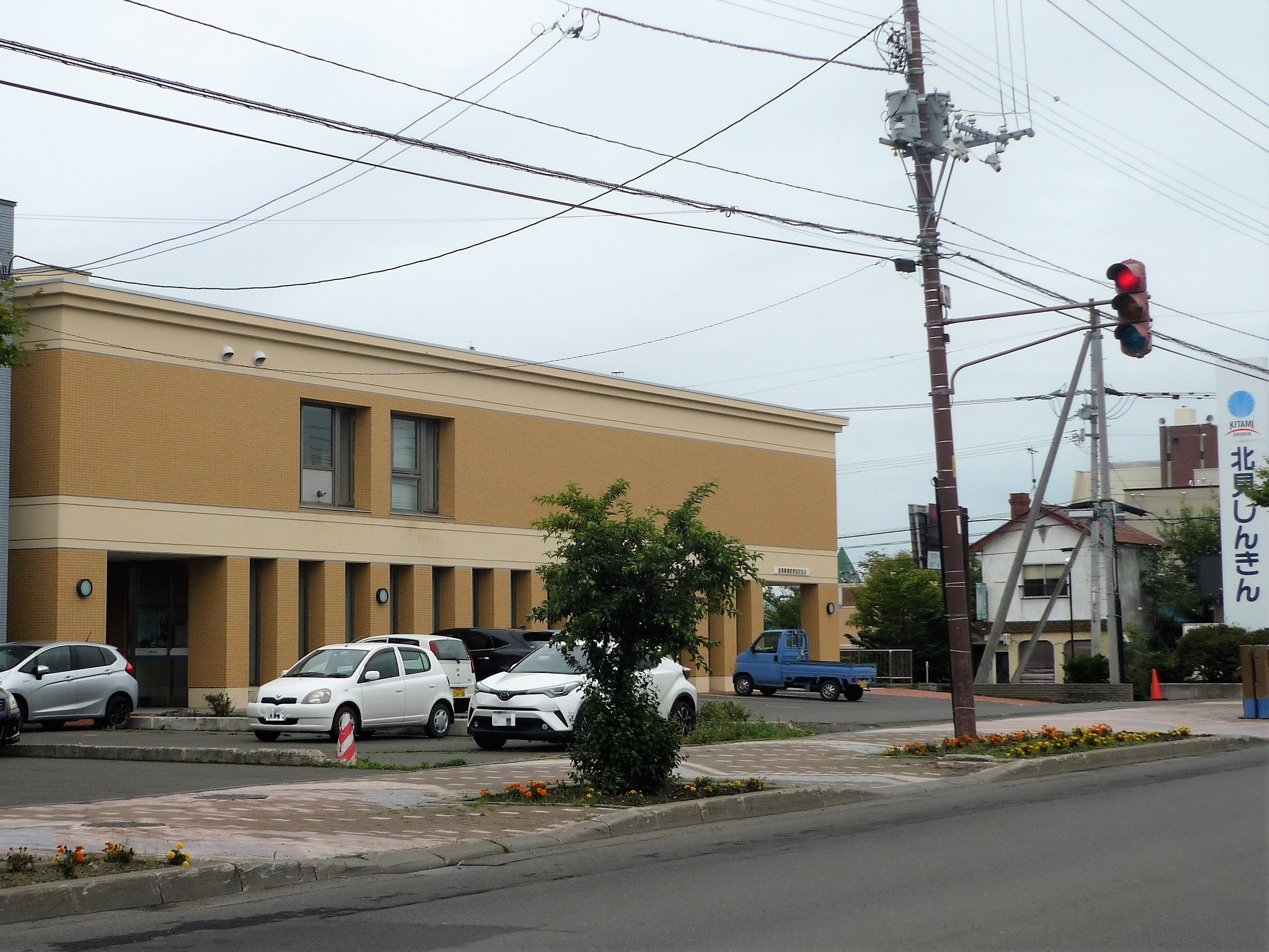
北見信用金庫雄武支店
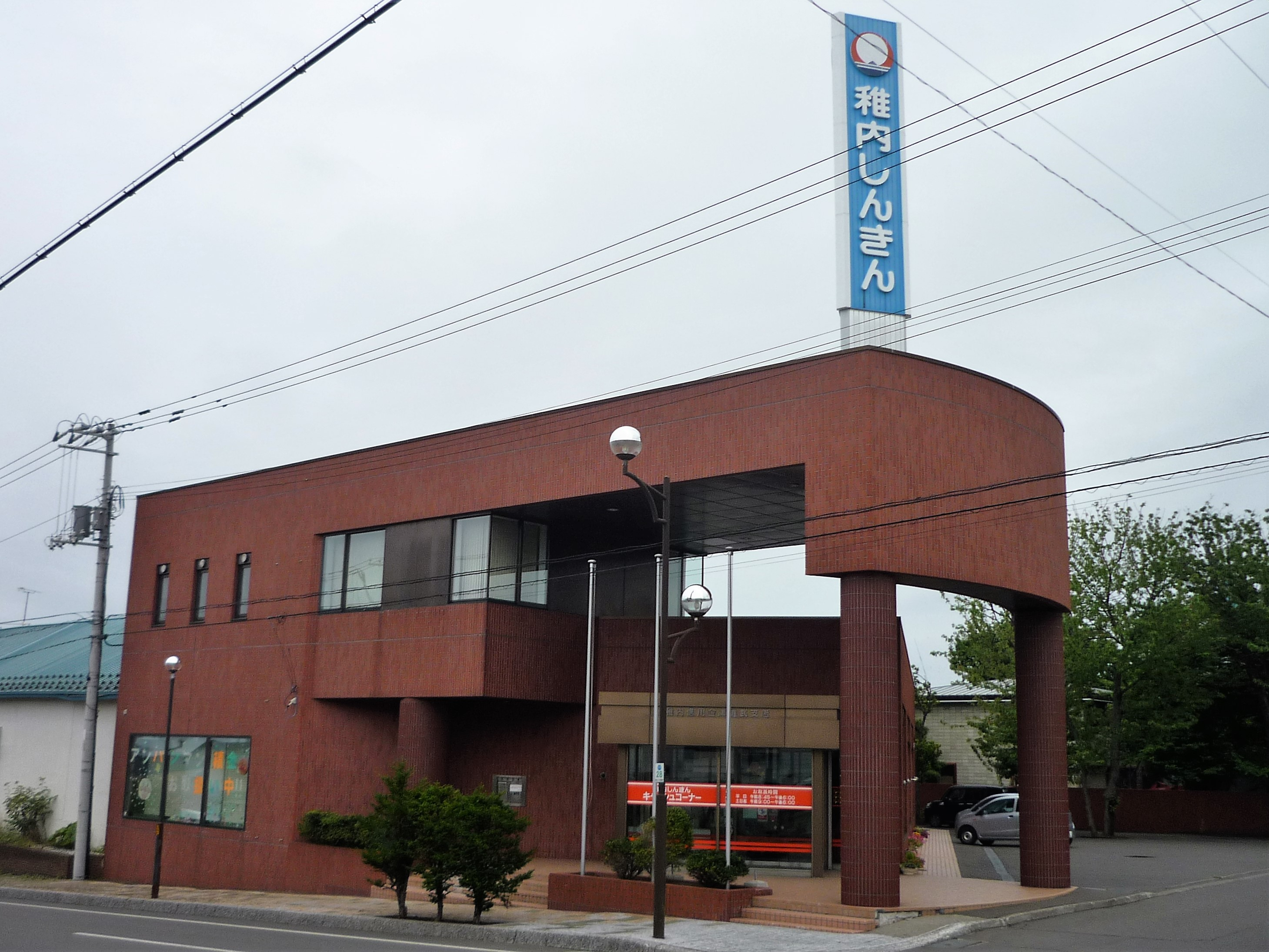
稚内信用金庫雄武支店

### 商業
- エーコープ雄武 - 雄夢店
- まるまつスーパー
- サッポロドラッグストアー - サツドラヤマト運輸雄武営業所店
- ローソン - 紋別雄武町店（2023年（令和5年）に稚内市にローソンが進出するまでは、日本最北端の店舗であった）

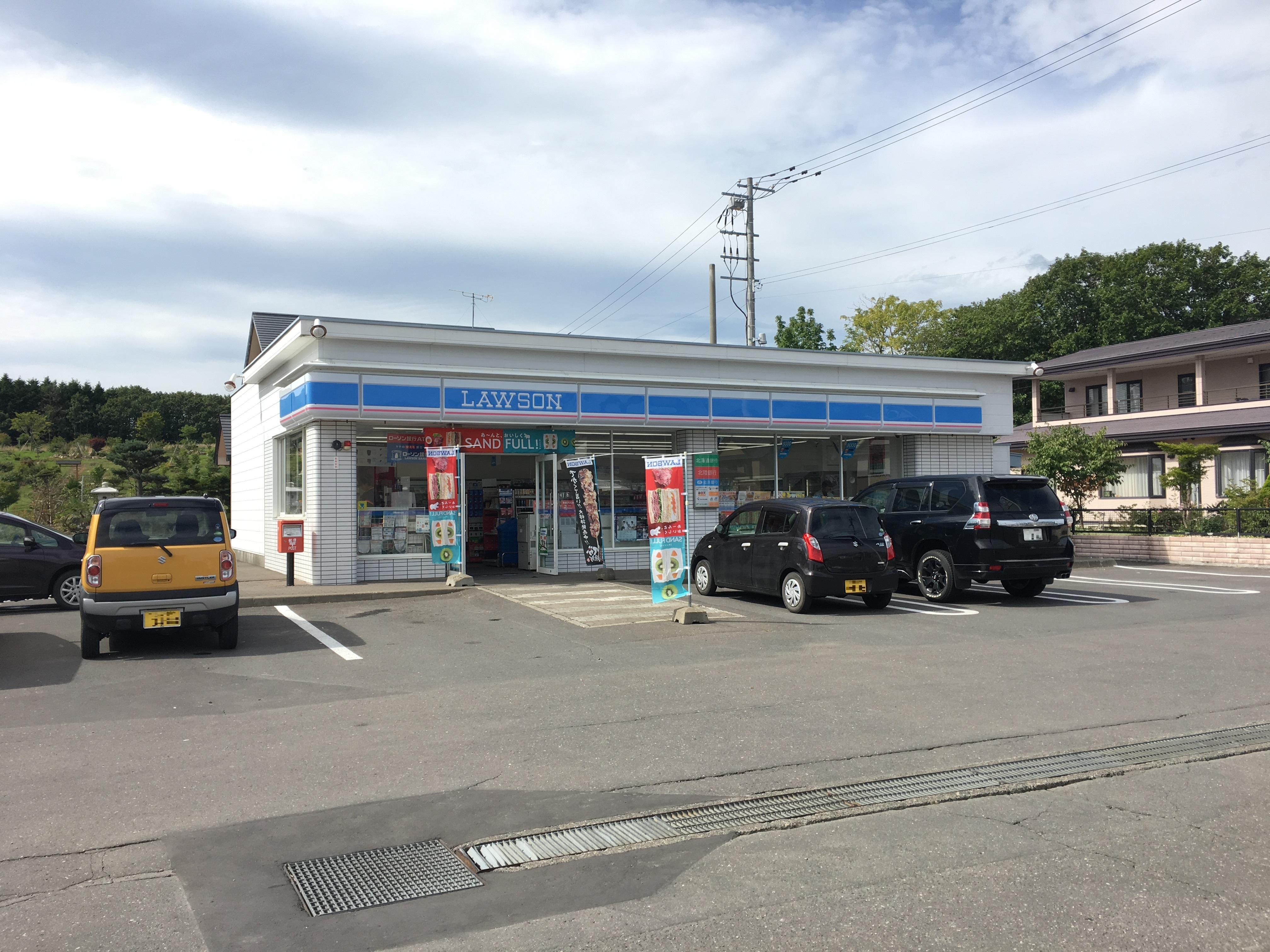
ローソン紋別雄武町店

## 郵便
郵便局

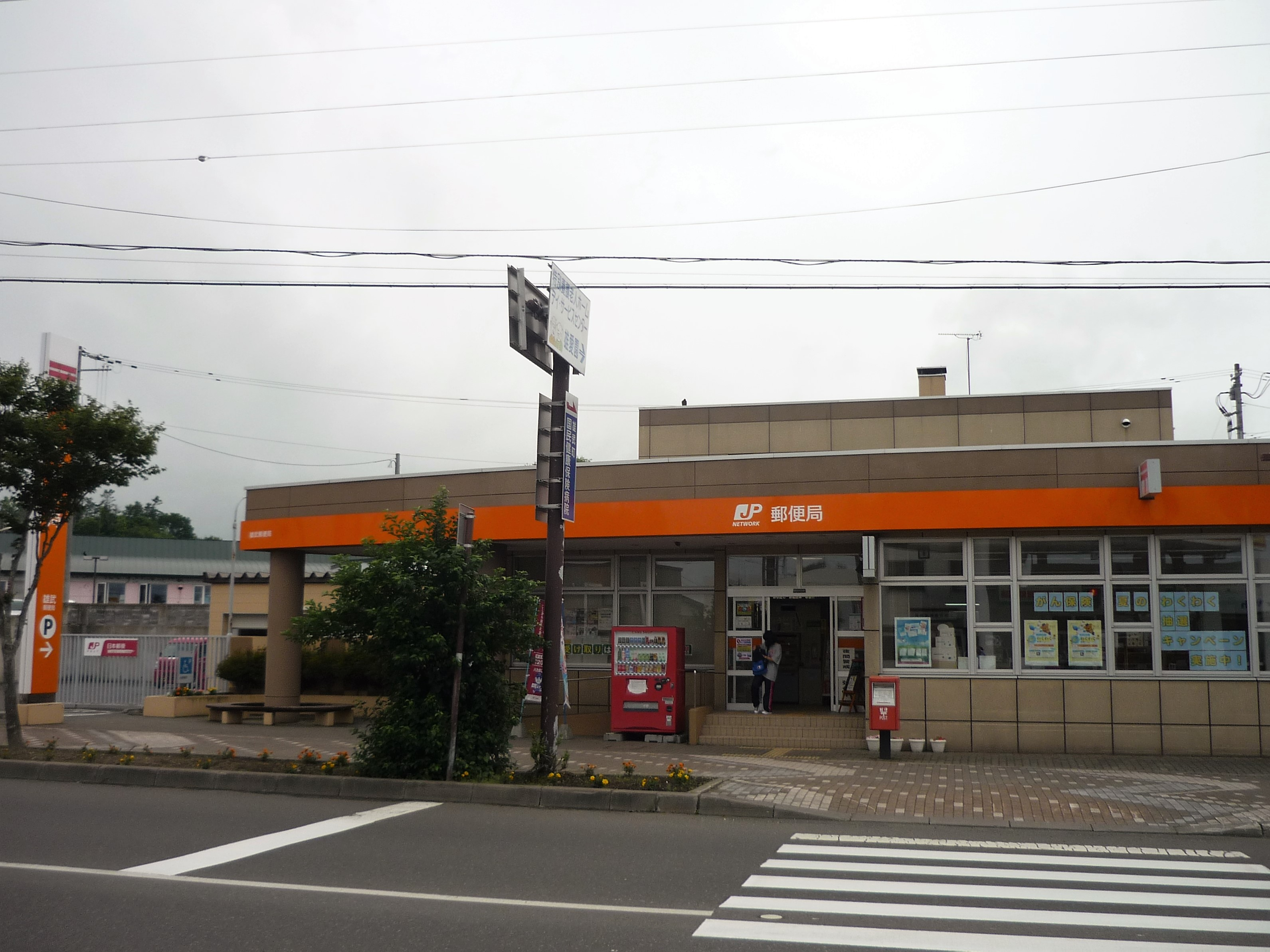
雄武郵便局（集配局）
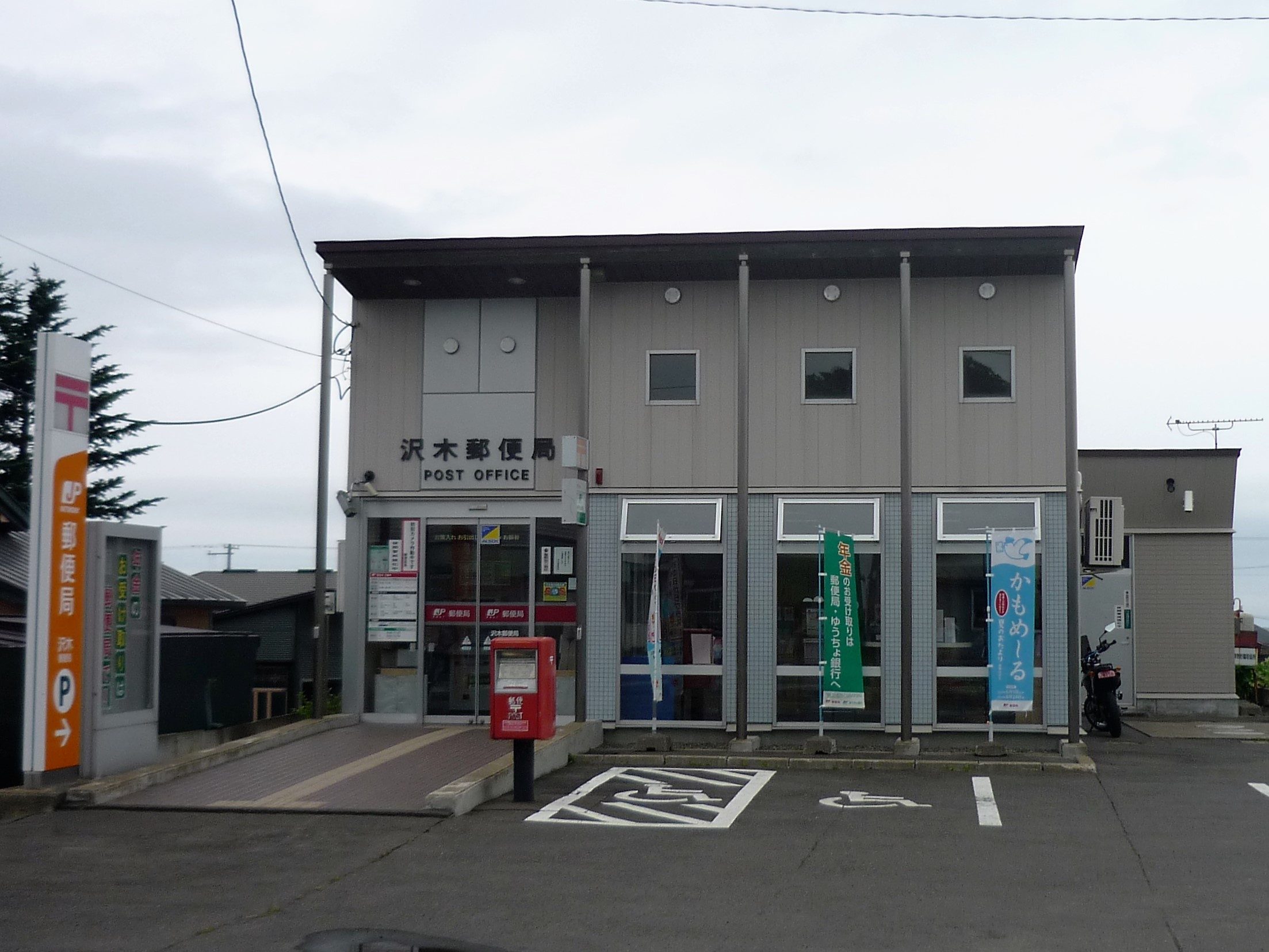
北見幌内郵便局
- 沢木郵便局

簡易郵便局
- 元稲府簡易郵便局

- 雄武郵便局
- 沢木郵便局

## 公共機関

### 警察
- 興部警察署[10]
  - 雄武駐在所
  - 幌内駐在所

### 消防
- 紋別地区消防組合消防本部
  - 雄武支署

## 姉妹都市･提携都市

### 国内
姉妹都市
- 益子町（栃木県芳賀郡）
- 武雄市（佐賀県）

## 地域

### 人口
| |                                        |  |
| 雄武町と全国の年齢別人口分布（2005年） | 雄武町の年齢・男女別人口分布（2005年） |  |
| ■紫色 ― 雄武町 ■緑色 ― 日本全国 | ■青色 ― 男性 ■赤色 ― 女性              |  |
| 雄武町（に相当する地域）の人口の推移 \| 1970年（昭和45年） \| 8,679人 \| \| \| 1975年（昭和50年） \| 7,407人 \| \| \| 1980年（昭和55年） \| 7,041人 \| \| \| 1985年（昭和60年） \| 6,567人 \| \| \| 1990年（平成2年） \| 6,357人 \| \| \| 1995年（平成7年） \| 5,976人 \| \| \| 2000年（平成12年） \| 5,778人 \| \| \| 2005年（平成17年） \| 5,507人 \| \| \| 2010年（平成22年） \| 4,937人 \| \| \| 2015年（平成27年） \| 4,525人 \| \| \| 2020年（令和2年） \| 4,199人 \| \| |                                        |  |
| 総務省統計局 国勢調査より |                                        |  |
| 1970年（昭和45年） | 8,679人                                |  |
| 1975年（昭和50年） | 7,407人                                |  |
| 1980年（昭和55年） | 7,041人                                |  |
| 1985年（昭和60年） | 6,567人                                |  |
| 1990年（平成2年） | 6,357人                                |  |
| 1995年（平成7年） | 5,976人                                |  |
| 2000年（平成12年） | 5,778人                                |  |
| 2005年（平成17年） | 5,507人                                |  |
| 2010年（平成22年） | 4,937人                                |  |
| 2015年（平成27年） | 4,525人                                |  |
| 2020年（令和2年） | 4,199人                                |  |

### 消滅集落
2015年国勢調査によれば、以下の集落は調査時点で人口0人の消滅集落となっている。
- 雄武町 - 上幌内

### 教育
- 道立高等学校
  - 北海道雄武高等学校
- 中学校
  - 雄武町立雄武中学校
- 小学校
  - 雄武町立雄武小学校
  - 雄武町立共栄小学校
  - 雄武町立沢木小学校
  - 雄武町立豊丘小学校

### 住宅団地
- 沢木団地
- 宮下団地
- 魚田団地
- 新町団地
- 緑町団地
- 幌内団地

## 交通

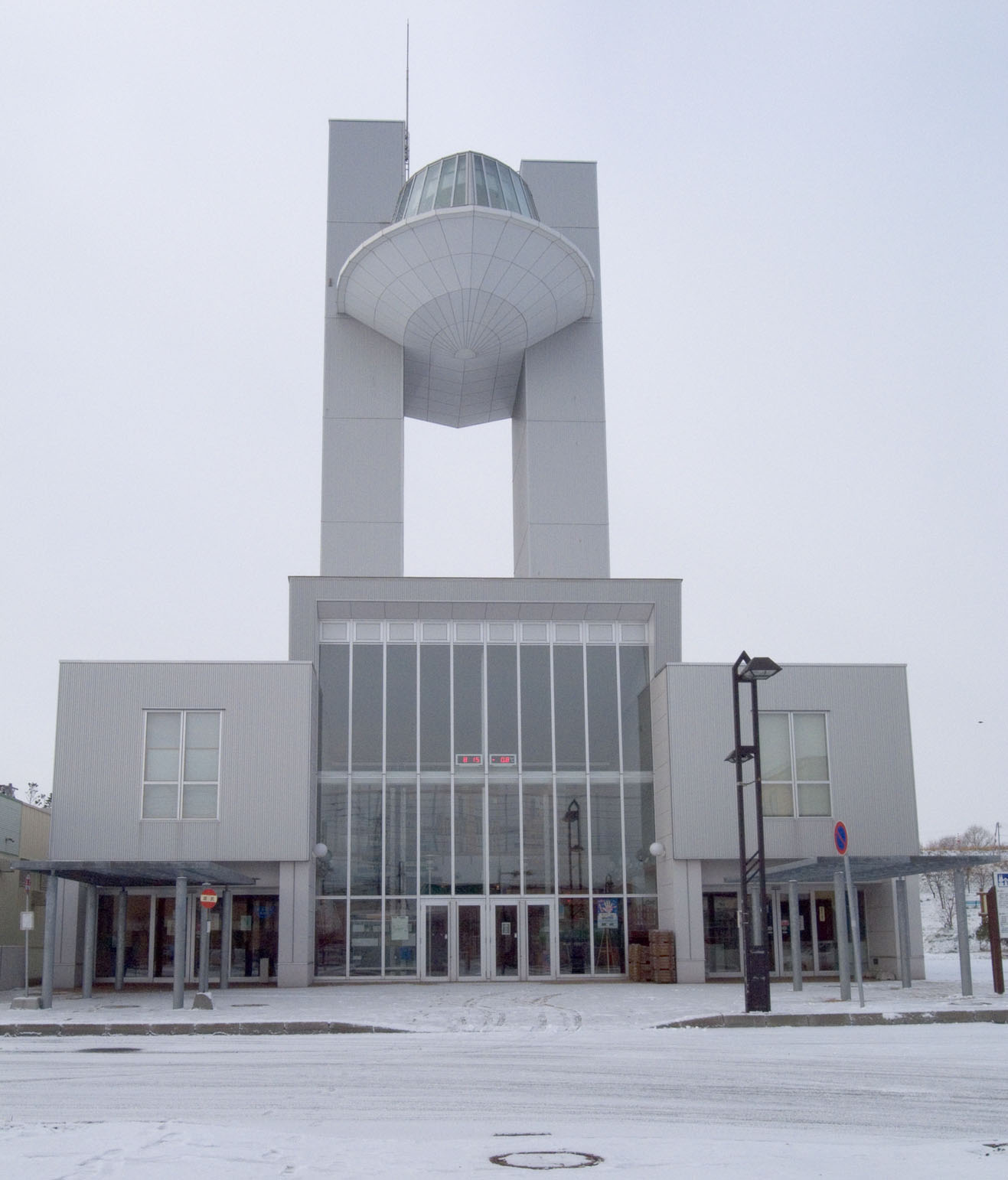
道の駅おうむ

### 空港
- オホーツク紋別空港 （紋別市）

### 鉄道
現在は、町内を鉄道路線は通っていない。最寄り駅として利用されるのは、宗谷本線名寄駅や石北本線遠軽駅など。

#### 廃止路線
- かつては国鉄興浜南線（雄武町～興部町にわたる約20km）が通っていたが、1985年に廃止された。
- 枝幸方面へは国鉄興浜線として鉄道建設が進められていたが、未開業のまま工事が凍結された。

### 路線バス
・北紋バスが興部・紋別方面へ運行している。（上記、興浜南線の代替バス）
・宗谷バスによる雄武～枝幸間の路線バスが運行されている。

### 道路
- 一般国道
  - 国道238号
- 都道府県道
  - 北海道道49号美深雄武線 美深峠（430）
  - 北海道道60号下川雄武線 幌内越峠（340）
  - 北海道道137号遠軽雄武線（一部未開通）
  - 北海道道410号雄武港線
  - 北海道道883号宇津沢木線
- 道の駅
  - おうむ

## 名所・旧跡・観光スポット・祭事・催事

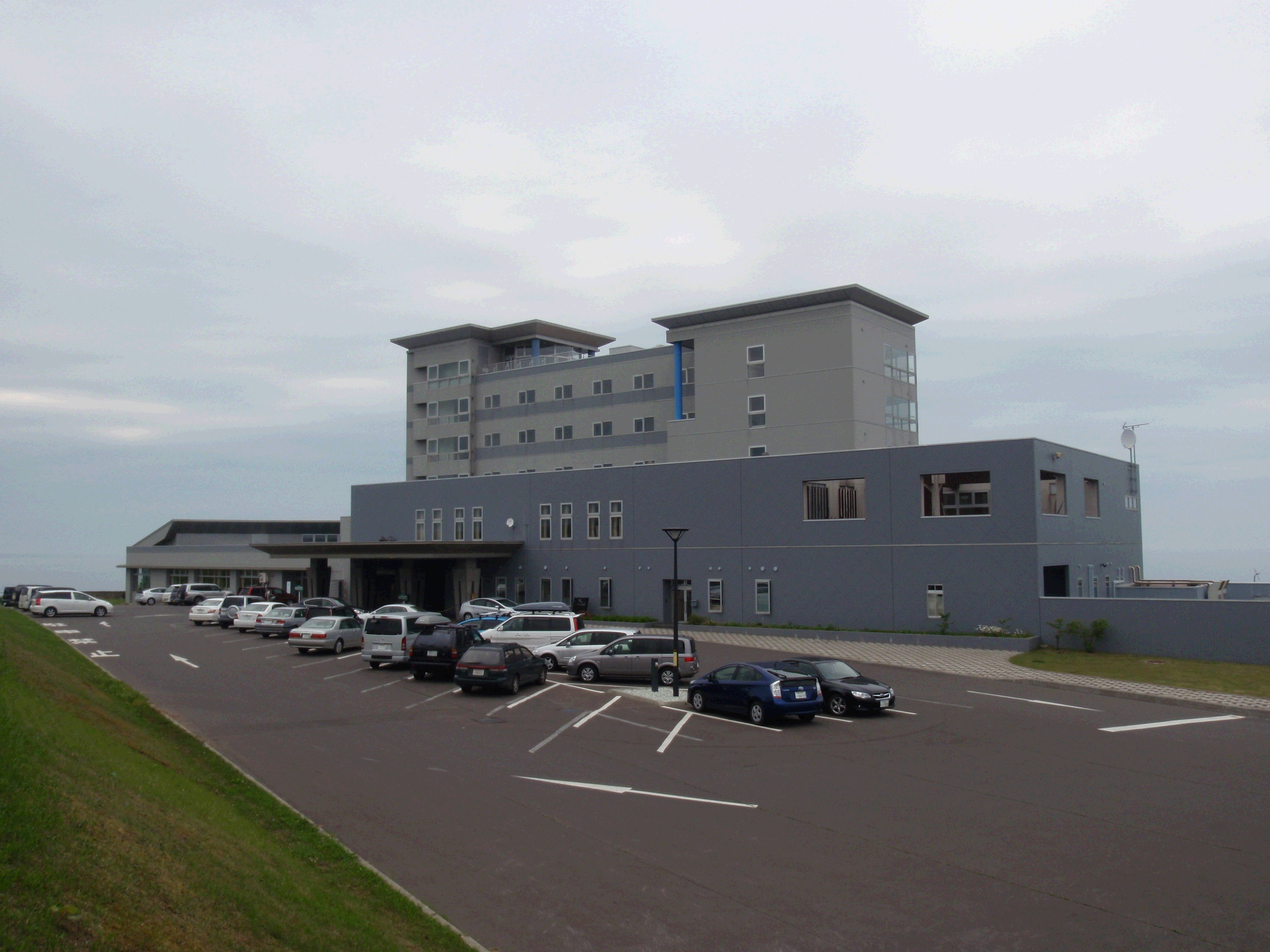
オホーツクオムイ温泉のホテル日の出岬

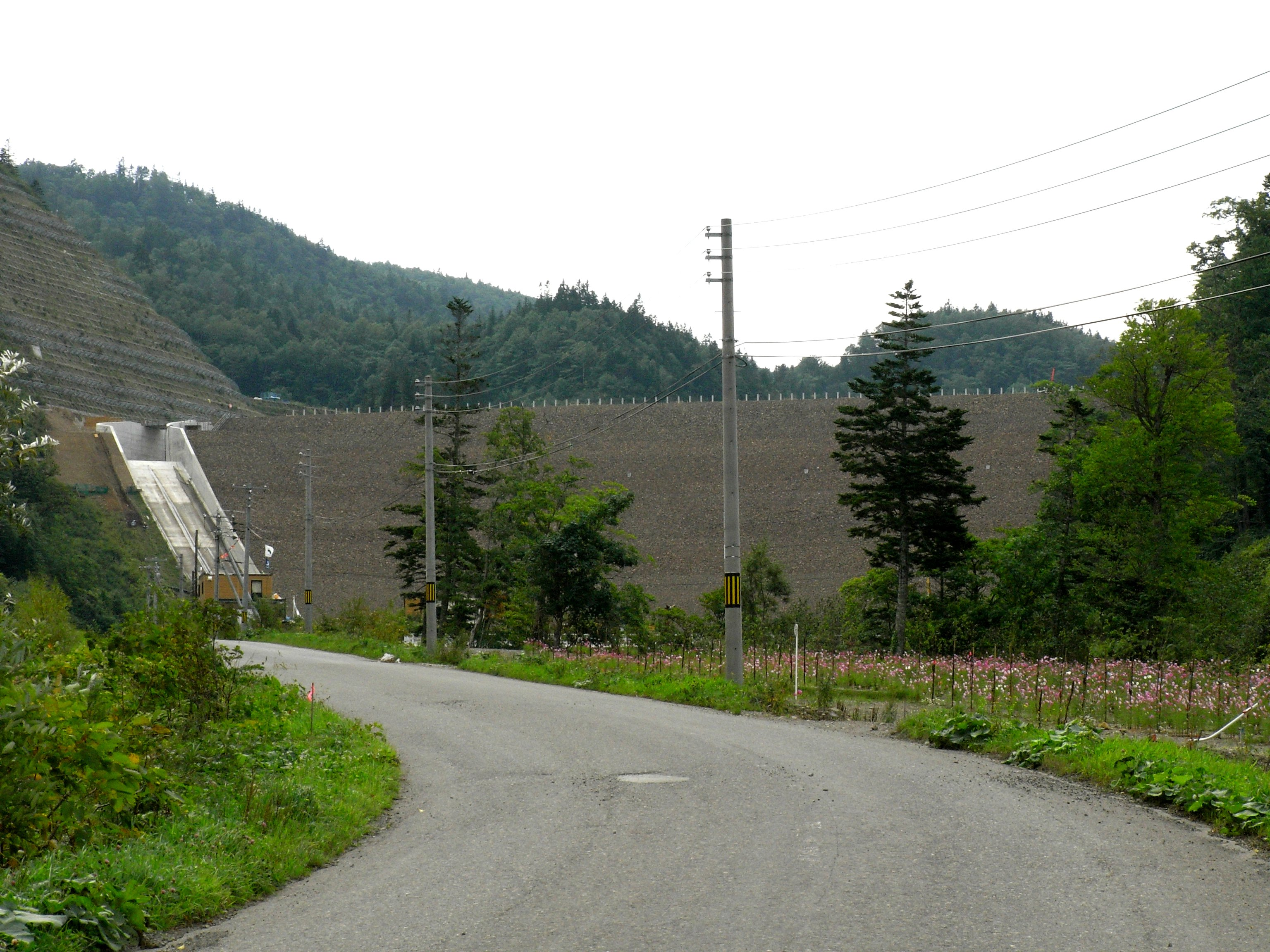
雄武ダム

### 観光
- 風の丘
  - 道の駅「おうむ」より約2kmにある広大な公園。アスレチック設備、パークゴルフ、バーベキュー場、キャンプサイトが併設されている。

- 日の出岬
  - オホーツク海がオレンジ色に染まる日の出で知られる。岬にはキャンプサイトやコテージ、ホテル日の出岬が設置されている。同ホテルのオホーツクオムイ温泉はアトピー性皮膚炎に効果があるとされ、遠方から訪れる人も多い。

### 祭事
- 雄武町産業観光祭り（6月最終の土・日曜日）
- 雄武神社祭（7月17日）
- 『雄武の宝』うまいもん祭り（9月最終日曜日）

## 出身の有名人
- 近藤肇 - HBCアナウンサー
- 傳野隆一 - 日本医療大学学長